# 大宝運輸
大宝運輸株式会社（たいほううんゆ、英: Taiho Transportation Co., Ltd.） は、愛知県名古屋市中区に本社を置くトラック運送事業者。主に食料品など消費関連の運送を行う。「GREEN HAND」の名で知られる。名古屋証券取引所メイン市場単独上場銘柄である。

## 沿革
- 1920年（大正9年） - 創業。
- 1951年（昭和26年）9月19日 -「中央急配株式会社」を設立[1]。
- 1952年（昭和27年）2月 -「大宝急配株式会社」に商号を変更[1]。
- 1964年（昭和39年）8月 -「大宝運輸株式会社」に商号を変更[1]。
- 1996年（平成8年）10月29日 - 名古屋証券取引所市場第二部に株式を上場[1]。
- 2002年（平成14年） - 中川支店津島営業所にてISO 9001認証を取得。

## 不祥事

### 違法な長時間残業による指導
2017年9月4日、全体の2割を超える84人の運転手に過労死ラインを超える残業が確認され、最も長いケースでは残業が月約１９７時間に上っていたとして、愛知労働局から指導を受けた。厚生労働省は電通社員の過労自殺問題(電通#新人女性社員の自殺 (2015年))を受けて、2017年１月から違法な残業があった企業の公表基準を拡大していて、新しい基準が適用されたのは全国で初めてとなる
。

## 事業所
- 黒川支店（名古屋市北区）
- 金山支店（名古屋市中区）
- 港支店（名古屋市港区）
- 中川支店（名古屋市中川区）
- 大高支店（名古屋市緑区）
- 西春支店（北名古屋市）
- 犬山支店（犬山市）
- 岡崎支店（岡崎市）
- 春日井支店（春日井市上条町）
- 三好支店（みよし市）
- 四日市支店（三重県四日市市）
- 車輌部（名古屋市港区）
- 一宮営業所（一宮市）
- 音羽営業所（豊川市）
- 守山営業所（名古屋市守山区）
- 守山リサイクルセンター（名古屋市守山区）